# Shake Your Money Maker
Shake Your Money Maker é o primeiro álbum da banda de hard rock estadunidense The Black Crowes.
| Críticas profissionais                                                      | Críticas profissionais |
| Avaliações da crítica                                                       | Avaliações da crítica  |
| Fonte                                                                       | Avaliação              |
| --------------------------------------------------------------------------- | ---------------------- |
| Allmusic                                                                    | [ 1 ]                  |
| CMJ                                                                         | (favorável)            |
| Rolling Stone                                                               | [ 3 ]                  |
| Esta tabela precisa de ser acompanhada por texto em prosa. Consulte o guia. |                        |

## Faixas
1. "Twice as Hard" – 4:09
2. "Jealous Again" – 4:35
3. "Sister Luck" – 5:13
4. "Could I've Been So Blind" – 3:44
5. "Seeing Things" – 5:18
6. "Hard to Handle" – 3:08
7. "Thick n' Thin" – 2:44
8. "She Talks to Angels" – 5:29
9. "Struttin' Blues" – 4:09
10. "Stare It Cold" – 5:13
11. "Live Too Fast Blues/Mercy, Sweet Moan" – 1:17

### Faixas bônus
1. "Don't Wake Me" – 3:33
2. "She Talks To Angels (Acoustic)" – 6:19